# Liste des évêques de Mbalmayo
La liste des évêques de Mbalmayo recense les noms des évêques placés à la tête du diocèse de Mbalmayo (en) (Dioecesis Mbalmayoensis), au Cameroun, depuis sa création le 24 juin 1961 par détachement de l'archidiocèse de Yaoundé.

## Sont évêques
- 24 juin 1961 - 7 mars 1987 : Paul Etoga
- 7 mars 1987 - 28 décembre 2016 : Adalbert Ndzana
- depuis le 27 décembre 2016 : Joseph-Marie Ndi-Okalla

## Sources
- Fiche du diocèse sur le site catholic-hierarchy.org